# Lilian hercegkisasszony és a kis egyszarvú
A Lilian hercegkisasszony (eredeti cím: Prinzessin Lillifee) 2011-ben bemutatott egész estés német 2D-s számítógépes animációs film. 
Németországban 2011. március 26-án mutatták be. Magyarországon a televízióban az M2 adta le.

## Szereplők
- Lilian hercegnő (Prinzessin Lillifee) – Kicsi virágtündér, aki egy virágvárban él a varázslatos birodalom varázslatos kertjében. A varázslatos iskolában segít az állatoknak, a növényeknek és mindenki másnak is, akik a tündérbirodalmában élnek. A csillagokat este gyújtja meg az égen és a varázslatos kertben a virágok reggel felébrednek.
- Pepi (Pupsi) – Rózsaszín, kicsi disznó, aki szereti a pihenést és lakályosságot.
- Brúnó (Bruno) – Medve, aki nagyon böjtölő.
- Oszkár (Oskar) – Katicabogár, aki védett és ijedős.
- Bella – Kicsi lepke, aki tündérré szeretne válni.
- Clara – Kisegér, ikertestvére Cindy.
- Cindy – Kisegér, ikertestvére Clara.
- Carlos – Béka, aki szívesen a tóparton tartózkodik és a barátjait tanítja úszni.
- Lucy (Rosalie Lillifees) – egyszarvú

## Magyar hangok
- Haffner Anikó – Lilián
- Gubányi György István – ?
- Vári Attila – ?
- Gacsal Ádám – ?
- Molnár Ilona – ?
- Kajtár Róbert – ?
- Oláh Orsolya – ?
- Harcsik Róbert – ?
- Koffler Gizella – ?
- Élő Balázs – ?
- Joó Gábor – ?
- Hetesi Beatrix – ?
- Juhász Dénes – ?
- Dömök Edina – ?
- Nagy Adrienn – ?